# Tilling
Le tilling (acronyme formé des initiales de Targeting Induced Local Lesions in Genomes) est une méthode de biologie moléculaire utilisée en génétique. Le principe est de combiner des méthodes de mutagenèse aléatoire à des méthodes modernes d'analyse de l'ADN, permettant l'identification à haut débit de mutation ponctuelle.
Le tilling est utilisé pour induire de la diversité génétique chez différents organismes vivants (végétaux et animaux). L'induction de cette nouvelle diversité génétique est un puissant outil de génomique fonctionnelle pour l’étude de mécanismes biologiques fondamentaux ,(par exemple chez les poissons, la souris et les plantes). L'approche TILLING n'introduit aucun ADN exogène dans l'organisme étudié.